# Burpalite
La burpalite è un minerale.